# Marie-Denise Villers

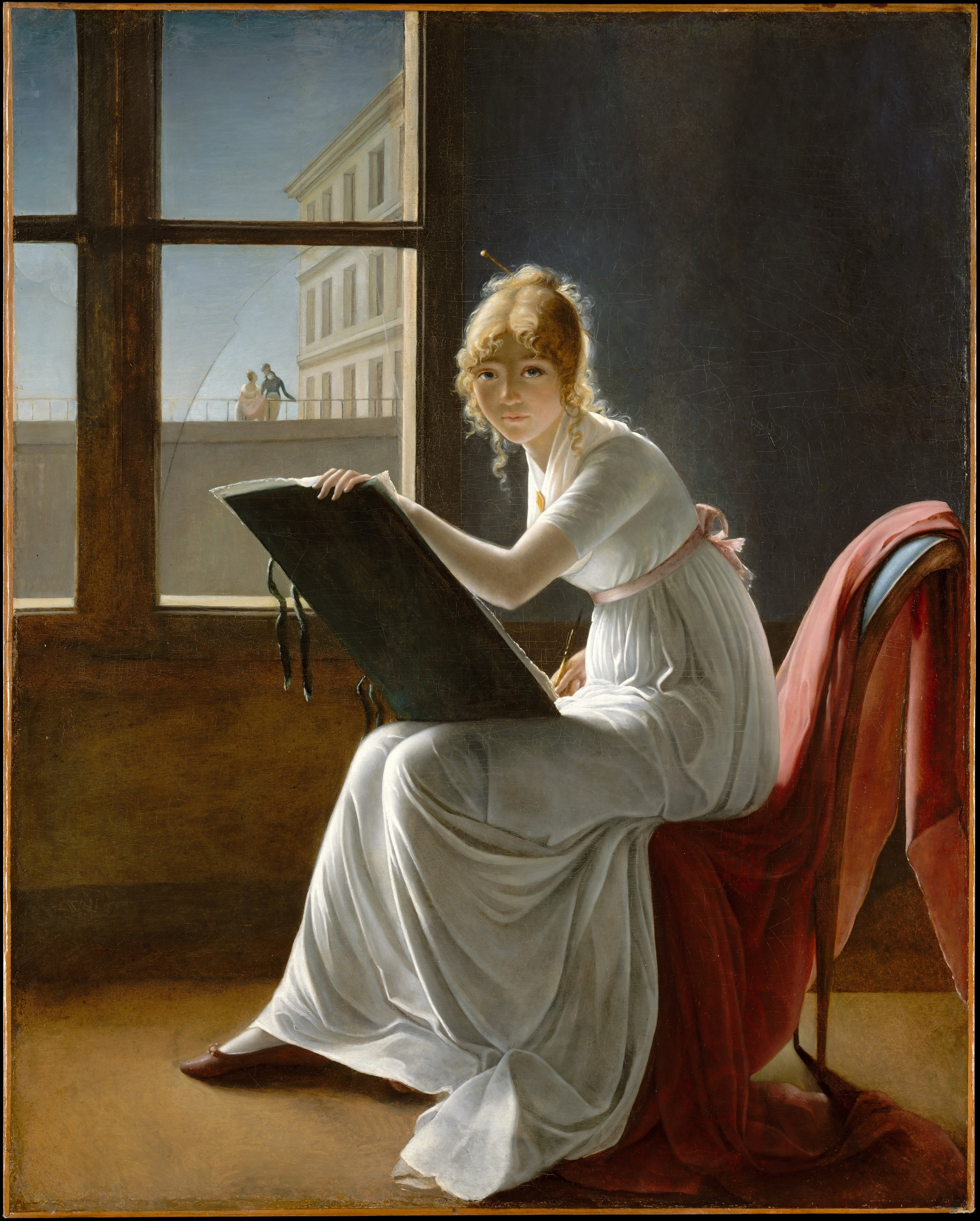
Zeichnende junge Frau von 1801, möglicherweise ein Selbstbildnis der Künstlerin

Marie-Denise Villers (geborene Lemoine; * 1774 in Paris; † 19. August 1821 ebenda) war eine französische Malerin. Die Künstlerin ist vor allem durch Porträtbildnisse im Stil des Klassizismus bekannt.

## Leben und Werk
Marie-Denise Lemoine kam 1774 als Tochter von Charles Lemoine und Marie-Anne Rousselle in Paris zur Welt. Ihre Schwestern Marie-Victoire Lemoine (1754–1820) und Marie-Élisabeth Lemoine (1755–1812) waren ebenfalls als Porträtmalerinnen tätig. Die Familie, aus der mehrere künstlerisch tätige Frauen hervorgingen, lebte in der Rue Traversière-Saint-Honoré (heute Rue Molière) in der Nähe des Palais Royal im 1. Arrondissement. Zur weiteren Verwandtschaft der Familie gehörte die Malerin Jeanne-Élisabeth Chaudet (1767–1832), die eine Cousine der Lemoine-Schwestern war. Marie-Denise Lemoine heiratete 1794 den Architekturstudenten Michel-Jean-Maximilien Villers.
Über die Jugend von Marie-Denise Villers ist wenig bekannt, jedoch dürfte sie durch ihre 20 Jahre ältere Schwester Marie-Victoire und ihre Cousine Jeanne-Élisabeth Chaudet schon frühzeitig mit der Malerei in Berührung gekommen sein. Nachgewiesen ist ihr Kontakt zu Anne-Louis Girodet-Trioson, als dessen Schülerin sie 1799 drei Werke im Pariser Salon ausstellte. Darüber hinaus nahm sie Unterricht bei François Gérard und bei Jacques-Louis David.
Zu den Werken von Marie-Denise Villers im Salon von 1799 gehörte ein „Porträt einer malenden Frau“, das mit einem Preis in Höhe von 1500 Francs ausgezeichnet und von zeitgenössischen Kritikern als Selbstbildnis betrachtet wurde. 1801 stellte sie im Salon „Étude d'une jeune femme assise sur une fenêtre“ aus, 1802 folgte ein Genrebild mit dem Titel „Un enfant dans son berceau, entraîné par les eaux de l'inondation du mois de nivôse an X“. Ihr letztes bekanntes Bild ist ein Porträt der Herzogin von Angoulême aus dem Jahr 1814. Marie-Denise Villers geriet nach ihrem Tod in Vergessenheit und ist erst seit Ende des 19. Jahrhunderts wiederentdeckt worden. Ihre Werke sind häufig ihrem Lehrer Girodet-Trioson, aber auch Jacques-Louis David zugeschrieben worden. Eines ihrer heute bekanntesten Werke, die „Zeichnende junge Frau“ aus dem Jahr 1801 (Metropolitan Museum of Art), gilt erst seit 1996 als Werk Villers. Kunsthistoriker vermuten in diesem Bild ein Selbstporträt der Künstlerin. Das Bild wurde 1917 ob der Falschzuschreibung „David“ für seinerzeit enorme 200.000 USD vom Metropolitan Museum of Art erworben.